# Monocerotesa minuta
Monocerotesa minuta là một loài bướm đêm trong họ Geometridae.